# Ercheia ambidens
Ercheia ambidens là một loài bướm đêm trong họ Noctuidae.